# قلعة قمرود
قلعة قمرود هي قلعة تاريخية تعود إلى عصر السلالة الصفوية والقاجاريون، وتقع في قمرود، مقاطعة قم.